# Висконтас, Индре
Индре Висконтас — нейробиолог канадско-литовского происхождения, оперная певица-сопрано. Имеет степень доктора философии в когнитивной нейробиологии и магистра искусств в области музыки.

## Биография
Родители Индре эмигрировали из Литвы в Канаду сразу после Второй мировой войны. Индре выросла в Торонто.

## Научная карьера
Исследования Индре Висконтас были направлены на изучение неврологической основы памяти, мышления и самосознания. Также она занималась изучением способностей к творчеству у людей с нейродегенеративными заболеваниями. По словам Висконтас, это очень интересная область для изучения, которая «позволяет восхищаться человеческим мозгом, вместо того, чтобы жалеть о потерянных вследствие болезни способностях».
Методы, которые она использовала в своих исследованиях, включают регистрацию отдельных единиц для пациентов с эпилепсией, функциональную магнитно-резонансную томографию с высоким разрешением, отслеживание движения глаз, морфометрию на воксельной основе; различные поведенческие задачи для здоровых пациентов, пациентов с эпилепсией, а также для пациентов с нейродегенеративными заболеванями, таких как лобная деменция, семантическая деменция и болезнь Альцгеймера. Висконтас написала более 30 научных статей и глав в книгах.
Висконтас участвует в работе над программой «Память и старение» в Калифорнийском университете в Сан-Франциско и является редактором журнала Neurocase.
Индре Висконтас выпустила серию лекций «12 основных научных концепций» (англ. 12 Essential Scientific Concepts), которые доступны на сайте компании The Great Courses.
Индре Висконтас является ведущей научно-популярного подкаста Пытливые умы (англ. Inquiring Minds).

## Музыкальная карьера

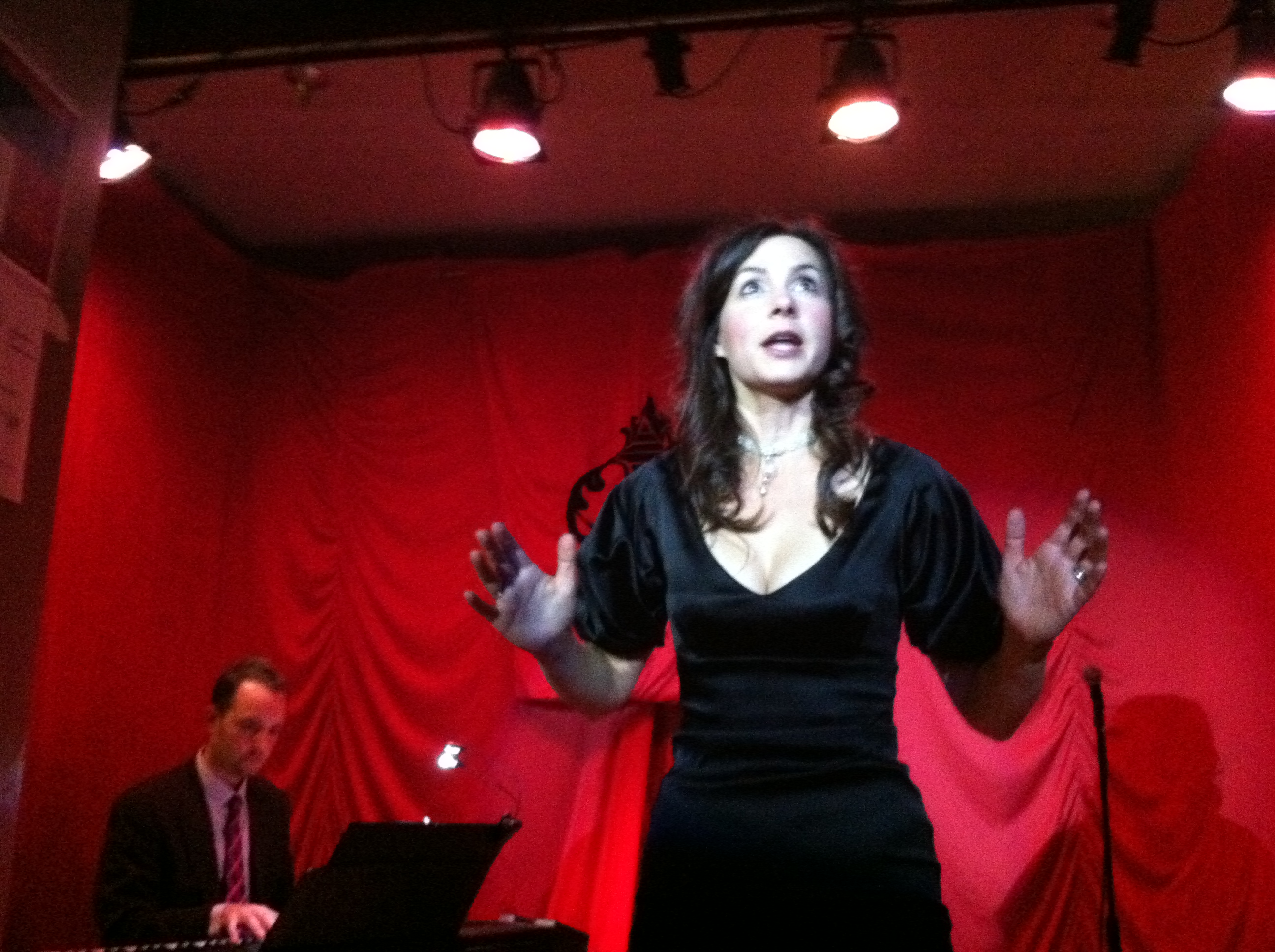
Выступление Индре Висконтас: Сан-Франциско, кафе Royal, 22 октября 2012 года

Висконтас занималась оперным пением с детства и выступала в Канадской опере, когда ей было всего 11 лет. Она продолжала заниматься музыкой на протяжении всей своей жизни, даже во время работы над докторской диссертацией в области неврологии. После получения степени доктора философии она начала работать над степенью магистра искусств в области музыки, которую она получила в 2008 году в консерватории в Сан-Франциско.